# Ábrahám Pál

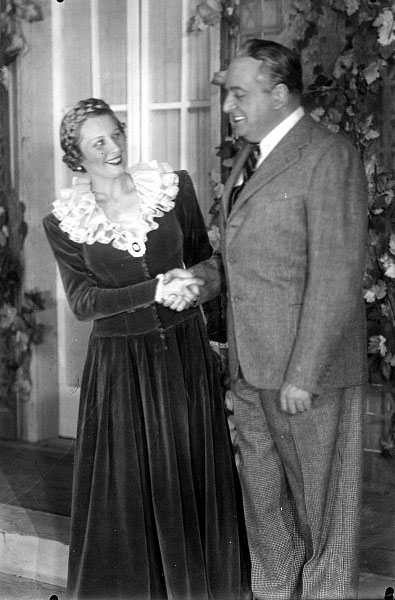
Ábrahám Pál: Júlia. Városi Színház, 1937. Honthy Hanna (Júlia) és Dénes Oszkár (Bajusz Pista)

Ábrahám Pál (nemzetközileg Paul Abraham néven ismert; Zombor,  1892. november 2. – Hamburg, 1960. május 6.) magyar zeneszerző, karmester.

## Életpályája
A két világháború közötti időszak nemzetközileg egyik legismertebb és legsikeresebb operettkomponistája. A külföldi szakírók az operett egyik megújítójának tartják, mivel legnagyobb sikereit Németországban (Berlin, Lipcse) aratta, ezért a berlini operett mestereként is tartják számon. "Bár nem tagadják meg tőle a művészegyéniséget megillető rangot és azt, hogy egyéni hangot ütött meg, de azt szívesen elhallgatják, hogy humora, fanyar érzelmessége, robbanó ritmusa – Pestet idézi!", aki "viharként söpört végig sodró erejű műveivel az európai operettvilágban..." Lenyűgöző érzéke volt a népszerűség kivívásához, forradalmasította a könnyűzene zenekari technikáját. A dinamikus erő, feszültség megmutatkozik első és utolsó operettjében egyaránt.
Ábrahám Pál zeneszerző Ábrahám Jakab (kb. 1859–1909. ápr. 4.) apatini kereskedő, később kis magánbank vezetője, és mohácsi Blau Flóra (1872–1943. ápr. 18.) elsőszülött fiaként látta meg a napvilágot. Zsidó vallású szülei 1892. január 26-án házasodtak össze. Édesanyja gyermekként színészkedett, anyai nagyapja Blau Rezső előkelő mohácsi útépítési vállalkozó, bányatulajdonos volt, aki Baranya vármegye virilistái (legnagyobb adófizetői 1916. 38. hely) közé tartozott. A vajdasági – akkoriban többségében német lakosságú – Apatinban élt születésétől kezdve (ma Szerbia). Négyéves korában kezdett el zongorázni, a helyi kántor, Schaeffer Jakab és zongoratanárnő édesanyja oktatta, hét évesen kívülről játszotta Bach fúgáit, később hegedülni is tanult. 1898 szeptemberében (6 éves kora előtt) kezdte meg az apatini általános iskolát. Fiatalként több tragédia is érte, édesapját hosszú szenvedés után 50 évesen és egyetlen testvérét, Lászlót (1895–1917) is korán elveszítette. Utóbbi az első világháborús katonáskodás alatt szerzett betegségben hunyt el.
1906-1907-es tanévben a Budapest V. kerületi Aranyosi-féle Felső Kereskedelmi Iskola alsó osztályába jár, majd 1907 és 1908 között a Budapest VI. kerületi Községi Felső Kereskedelmi Iskola középső osztályos tanulója lett.1908-09-es tanévben végül a VIII. ker-i Vas-utcai „gróf Széchenyi István“ Felső Kereskedelmi Iskolában végzett.
Érettségi után tanulmányait a budapesti Zeneakadémián folytatta. 1910 és 1916 között megszakítással végezte zeneszerzés-cselló szakon. Tanárai kezdetben Reiner Frigyes és Schiffer Adolf gordonkaművészek voltak, majd családi nyomásra az első év után abbahagyta és kereskedelmi iskolába iratkozott. 1913-tól folytatta a Zeneakadémiát, zeneszerzés szakon Herzfeld Viktor tanítványa lett, a hangszerelést és a partitúraolvasást Siklós Alberttől, a zeneesztétikát, a zenetörténetet és a zeneelméletet Molnár Gézától tanulta, a karnagyképzőt is elvégezte. Az ötéves anyagot három év alatt kitűnő eredménnyel abszolválta (egyedül zongorából volt jelese) a feltűnő tehetségű művészjelölt. A Zeneakadémia évkönyve szerint az 1914–15-ös tanévben állami jutalommal tüntették ki.
1915 márciusában a Zeneakadémián a Filharmóniai Társulat zenekara bemutatta Magyar Szerenád c. kis zenekarra irt művét, "melyen faji akcentusok érezhetők. A magyar puszta levegője árad felénk. Gondolatai népies témák, vagy azok utánérzései. Szövésük tiszta és világos.(Budapesti Hírlap, 1915. 03. 19.)"
1915 októberében a Zeneakadémián bemutatják vonósnégyesét, Az Ujság c. napilap beszámolója szerint: "A fiatal zeneszerzőben van dallamkitalálási képesség. Leginkább szláv nyomokon haladva. Modernsége egészséges, fölöttébb rokonszenves. Müvében sok az őszinteség és kevés a ravaszkodás."
1916 decemberében a növendékek kamarazenekari sorozatában az Ipolyi–Ináig–Bauser–Són vonósnégyes adja elő Magyar szerenád című négytételes kvartettjét a Zeneakadémia nagytermében, és a budapesti filharmonikusok játsszák csellókoncertjét. 1916-ban a Zeneakadémián bemutatott gordonkaversenyéről az Alkotmány című lap az alábbiakat írja: „Minden tekintetben gazdag vénával megáldott művésznek és poétának bizonyult. Romantikus levegőjű csellókoncertje csupa meleg impresszumok kibontakozása mesteri formában. Ez bőven ömlő kantilénikus témáknak ad finoman stilizált keretet és bőséges alkalmat nyújt a virtuozitás szolid csillogtatására. Tomboló sikere őszinte és megérdemelt volt. A nagyjövőjű fiatal magyar komponista méltó büszkesége zeneakadémiánknak." A Világ című lap „eredeti, érdekes, meleg, költői szépségű alkotásnak mondja, melynek nemes szólamvezetése és ritmikája dicséretesen egyéni".
1917-ben a Budapest Bábszínház megnyitásakor mutatták be Etelka szíve című egyfelvonásos marionett-báboperáját. A Mohácsi újság 1917. május 20-i száma így írt az eseményről: „Magyar bábszínház nyílott meg kedden, Budapesten, a Modern Színpad helyiségében. A szimpatikus és irodalmilag szükséges vállalkozás bemutatkozása nagy sikerrel járt, melynek középpontjában Etelka szive cimű bibabó opera állt, melyben a bábúk helyett színészek énekeltek. Mohácsi Jenő mély elgondolású szövegét Ábrahám Pál zenéje ékesíti. Zárt formákban dolgozik, édesen csendülő melódiákkal. Nagyon dicsérik kitűnő ritmusérzékét, jelentős technikai tudását." A Magyarország 1917. május 17-i száma szerint az opera „minden irányzatú és sok tudással megírt zenéjéből jelentékeny talentumnak a finom harmóniai érzéke szól hozzánk”.
Az abszolutórium letétele után kezdetben komolyzenei műveket írt, ezekből azonban nem tudott megélni, ezért kénytelen volt a bankszakmában elhelyezkedni. Később tőzsdei vállalkozást nyitott egy barátjával közösen öt alkalmazottal, ami kezdetben sikeres volt, később viszont tönkrement a gazdasági válság és tartozásai miatt. Utóbbiak okán a Markó utcai fogházba került, ahonnan úgy engedték ki, hogy adósságait folyamatosan fizetnie kellett. Ezután cél nélkül lézengett Pesten és egy zenemű-kereskedésben töltötte idejét. Öt dzsesszdalt írt, de nem talált kiadóra se Budapesten, se Bécsben, bár megdicsérték. Kabarék részére írt zenét névtelenül, alkalmi zenekarokkal kávéházakban játszott, énekórákat adott fiatal énekeseknek, színészeknek. Az 1920-as évek közepén banktisztviselő foglalkozása mellett esténként Budapesten némafilmek aláfestéseként fehér frakkban és kesztyűben, jazz-zenekart vezetett, melynek dalai egy részét maga komponálta. 1927-ben zenét írt a Napkelet Asszonya című némafilmhez, amely óriási sikert aratott, ezzel megalapozta hírnevét a zenészek között.
Még abban az évben a Fővárosi Operettszínház karmestere és házi szerzője lett, ahol felkérték fel egy új típusú jazzoperett megírására, Zenebona címmel. A darab 1928 márciusában került bemutatásra nagy sikerrel, és az első olyan operett volt, melyben a nagyzenekar helyett egy dzsesszzenekar foglalt helyet a zenekari árokban. Ékes bizonyítéka a sikernek, hogy a színház azonnal felkérte egy teljes estét betöltő új operett megkomponálására. Drégely Gábor színdarabja nyomán megszületett Az utolsó Verebély lány című „pajkos történet, sok muzsikával és tánccal”. 1929 fordulópont volt az életében, megkereste Földes Imre ismert színműíró és librettista, hogy zenésítse meg Viktória című darabját, majd pedig az UFA filmgyártó vállalat kérte fel a Szívek melódiája című német némafilm megzenésítésére, ezért Németországba, Berlinbe hívták. A Viktóriát 1930 januárjában a Király Színházban, április 7-én pedig a hagyományos lipcsei nyári operettfesztiválon is bemutatták Viktoria und ihr Husar címmel. Mindkét helyen nagy sikert aratott. A német librettót az ismert operettszerzők, Alfred Grünwald és Löhner-Beda írják, a dalok slágerekké váltak. A siker megállíthatatlannak tűnt, gigantikus pénzt keresett, a Fasanenstrassén rokokó villát vásárolt, s közben napi tízegynéhány órát dolgozott otthon, mérhetetlen mennyiségű kávé és napi három doboz cigaretta társaságában. 1930. június 16-án Budapesten, az V. kerületben házasságot kötött Feszely Jolán Sarolta Franciskával, Feszely Béla és Eibl Hermina lányával. A következő, a Lipcsében premierre vitt Hawaii rózsája című operettje még nagyobb sikert aratott, eljutott Berlinbe, Bécsbe, Budapestre és Londonba.
Eközben lemezfelvételeket készített szériában az Odeon és más lemezgyáraknál a kora legjobb énekeseivel, közte Richard Tauberrel, Renate Müllerrel, Jan Kiepurával. Német nyelvterületen egy-egy este 35–40 színház játszotta, táncolta, énekelte darabjait. A Hawaii rózsáját 67 színpadon játszották egyszerre, ami rekordot jelentett, és ez a darab vált a Weimari köztársaság legtöbbet játszott és legnépszerűbb operettjévé. Legnagyobb sikerét pedig az 1932. december 23-án, a 3300 személyes Großes Schauspielhausban bemutatott, Bál a Savoyban című operettje jelentette, ahol úgyszólván egész Berlin megjelent a zsúfolásig megtelt nézőtéren, közte Von Schleicher kancellár, miniszterek, sztárszínészek, rendezők és kritikusok.. Az előadásnak négy magyar főszereplője volt: Ábrahám Pál a pulpituson, Alpár Gitta Madeleine, Bársony Rózsi Parker Daisy és Dénes Oszkár Musztafa bej szerepében. Az előadás végén a közönség tombolt, és nem akarta abbahagyni az ünneplést. Éjfél után Alpár Gitta és a teljes társulat színes lampionokkal körbejárták az arénaszerű nézőteret és együtt énekelték a „Toujours l’amour”-t.” A Viktória, a Hawaii rózsája és a Bál a Savoyban című operettek nemzetközi európai sikert értek el, sőt Amerikába és Japánba is eljutottak. Ő vált Európa egyik legismertebb jazz-zeneszerzőjévé. 
A Magyar Társadalom Lexikonja így ír a zeneszerzőről: "A fiatal zenészgeneráció legnépszerűbb tagja. Szerzeményei külföldön is sikert arattak.", "Á. a legmodernebb zenét műveli s alkotásaiban tetszetős melódia és sok vidám groteszkség szólal meg."
1933-ban Hitler hatalomra kerülését követően Bécsbe, majd ismét Budapestre költözött; itt operetteket és filmzenéket írt. 1933. április 23-tól már nem írták le Ábrahám Pál nevét a német újságok. Az ezután bemutatott operettjei közül a legnagyobb sikert az 1936-os Három–egy a szerelem javára című darab aratta, így írt róla Az Ojság 1937. január 3-i száma „Az operett nem halt meg, csak aludt. De jött Ábrahám Pali az ő rettentő harsonáival és az operett felébredt. Szilágyi László és Kellér Dezső olyan vizrőlpattant operettet írtak a dübörgő zene alá, hogy ettől még a legöregebb halott zeneszerzőknek is fel kell ébredni." Nagy sikere volt a Honthy Hannával a főszerepben játszott Júliának is, amely körülbelül 100 előadást élt meg a Városi Színházban (ma Erkel Színház). A Keleti Újság 1938. április 1-i számában ez áll: „A zeneszerző, Ábrahám Pál pedig bizonyságot tett arról, hogy nálánál különb operettmuzsikát senki sem tud ma komponálni. A Júlia minden egyes zeneszáma valódi gyöngy. Ezt a zenét évek múlva is játszani fogják, annyira fülbemászó és mégis eredeti. Ábrahám Pál úgy nyilatkozott, hogy élete főmüve a Julia." Magyar filmjei közül az 1934-es Lila akác című film zenéje óriási közönségsikert aratott, számos slágert tartalmazott az 1937-es Mai lányok című film is (Négy cili, hat cili és Jó reggelt, itt a tej!).
1939 elején Párizsba utazott, ahol hamarosan megbízást kapott a „Szerenád" című francia film zenéjének megírására. Ez volt az utolsó európai munkája. Az egyre növekvő pánik, a háborús félelem hatására a legutolsó pillanatban egy hajó utasa lett, először Casablancába, majd onnan Kubába, Havannába utazott, ahol fél évet töltött, mint bárzongorista. Később az USA-ba, Miamiba emigrált. 1940–41-ben a New York-i Metropolitan Operához került korrepetitornak. Amerikában nem ért el jelentős sikert, két filmhez írt zenét. 1946-ban a Creedmoor Hospital idegszanatóriumba került, ahol 10 évet töltött elszigetelve, egyedül, szegényen. 1947-ben még halálhírét is keltették az európai lapok. 1956-ban egy barátja segítségével visszatért Európába, Németországba, de megrendült egészségi állapota miatt már nem volt képes alkotni. Utolsó éveit egy hamburgi elmegyógyintézetben töltötte. 1956-ban Budapestről (ő Magyarországon maradt) Hamburgba költöző felesége, Feszely Sarolta házi gondozásában, egy ötszobás lakást béreltek ki. Jóvátételként a német állam 500 márka nyugdíjat, valamint elmaradt honoráriumai, jogdíjai teljes kifizetését ítélte meg visszamenőleg. 1960-ban térdműtéten esett át, a diagnózis súlyos, áttétes rosszindulatú daganat. Május 6-án éjjel a kegyetlen betegség legyőzte szervezetét.
Operettjei jelenleg is repertoáron vannak Magyarország mellett számos európai országban, főként német (Németország számos színházában, Ausztriában, Svájcban) és orosz nyelvterületeken, sőt Romániában (Kolozsvári Magyar Opera és Bukaresti Operettszínház), Hollandiában, Olaszországban, Észtországban, Litvániában, Bulgáriában, Csehországban is.

## Ábrahám Pál zenei stílusa
1932-ben feltették Ábrahám Pálnak azt a kérdést, hogy hogyan komponál, és így válaszolt:
"Mindenekelőtt: az operett elpusztíthatatlan. Erős versenytársa lett a prózának és most bevonult a filmbe is. Az emberek szeretik ezt a műfajt, amely nem más, mint zenébe merített mese felnőttek számára. Éppen ezért vidámnak, hangulatosnak kell lennie. Nem szeretem az operettben a tragikus páthoszt, az operai lendületeket, a Puccinizmust. Hogy hogyan születnek meg a kompozícióim, azt még sohasem figyeltem meg. Csak azt tudom, hogy komponálás közben mindig arra ügyelek, hogy vidám, mulatságos és hangulatos legyek." (Esti Kurir, 1932. dec. 19. 8. old.)
A Pesti Műsor szerzői 1975-ben így látták Ábrahám zenei reformtevékenységét: "Ábrahámnak már induláskor, tehát a Zenebona idején több köze volt az amerikai Jerome Kern jazz-zeneszerzőhöz (a Show Boat című ős-musicalszerzőjéhez), mint Lehárhoz, Kálmán Imréhez, Vincze Zsigmondhoz vagy bármelyik magyar kortársához. .. Tehát Ábrahám mindenekelőtt nem a librettó Kálmán–Lehár-féle hangulatvilágával szakított, hanem azok zenei felépítésével. Nem beszélte meg librettistáival előre – ahogyan szokás volt –: hol kell elhelyezni a nagy keringőt, hol az indulót, fináléiban sem közelít a vígopera stílusához, egész más az elgondolása. Nála nem annyira a melódián, mint a ritmus elemeken van a hangsúly, zenekarában helyet kap, mint már a Zenebona esetében is, a szaxofon, a piszton, új zörgő-és ütőhangszerek kerülnek előtérbe, a zongora szerepéről nem is szólva. Berlinben már saját összeállítású kis hangszeres együtteseivel jelenik meg a hanglemez- és a filmstúdiókban, s éppen új zenekari technikája az, amivel megnyeri a vállalkozók tetszését." 
Ábrahám "Több korábbi nyilatkozatában beszélt arról, hogy a tangó túl könnyű egy zeneszerző számára, a jazzhez közelebb álló számokat nehezebb és méltóbb feladatnak tartja." 

## Főbb művei

### Operettek
A Színházi adattárban 118 magyar nyelvű bemutatóját regisztrálták (2017. április 22-ig). Érdekesség, hogy végzettsége ellenére (Siklós Alberttől tanulta a hangszerelést kitűnő eredménnyel) darabjait sok esetben 1928–1933 között Kemény Egon segítségével hangszerelte.
Az Est 1934. január 20-i száma így számolt be kettőjük közös munkájáról: „népszerű, sokat dolgozó, sokfelé elfoglalt zeneszerzők tartanak zenetitkárt, aki segít is nekik és őrzi is titkaikat. A zenei íródiák rendezi, fésüli, összeállítja, szétszedi, Ábrahám Pál ismét összeállítja, csoportosítja az anyagot, amit a Mester alkot, A melódia, a harmónia, a ritmus a nagy zeneszerző kötelessége, a hangszerelés is az ő feladata, – ha ráér. Ha nem ér rá és a színház sürget: az instrumentálásban segit neki a zenei munkatárs."
Életre szóló barátság kötötte Ábrahám Pálhoz, akinek hangszerelője, barátja, tanácsadója, túlzás nélkül szólva: titkára volt. Erre több zenei képessége is predesztinálta, nagy zenei tudása, hibátlan ízlése, a zenei kolorit alapos ismerete, szerénysége - és kongenialitása. 
Az Ábrahámmal való közös munka - a külföldön íródott Ábrahám operettek majd mind Kemény Egon hangszerelésében láttak napvilágot - háttérbe szorította egyéniségét, alkotó kedvét, önálló produkcióit.

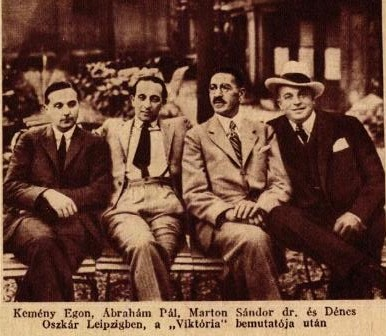
Kemény Egon, Ábrahám Pál, Marton Sándor és Dénes Oszkár (1930) Lipcsében

- Zenebona (több szerzővel közös mű: 5 eredeti Ábrahám jazz szám és 12 külföldi jazz sláger Ábrahám és Kemény Egon hangszerelésében) (operett 3 felfonásban, szövegkönyv: Lakatos László és Bródy István) (1928. március 2., Fővárosi Operettszínház) "Kicsike, vigyázzon!" – "Londonban" – "Ide simulj rózsám" – "Páris" – "Nincs messze Kairo" dalok zenéjét Ábrahám Pál szerezte. Később az operettbe került még a "Nincsen jobb jazzdobos" című charleston is Ábrahámtól.

„Zenebona 3 felvonásos vidámság sok muzsikával
Írták: Bródy István és Lakatos László  A dalok szövegét: Harmath Imre
A zeneszámokat szerzették: Gus Kahn, Jacob Gade, Benny Davis, Harry Akst, Al Sherman, B. G. de Sylva Sydney Holden, Lew Brown, Ray Henderson, Robert Stolz, Abe Frankl, Robert Katscher.
Színházi Élet, 1928”

- Az utolsó Verebély lány (1928) (operett 3 felvonásban, szövegkönyv: Drégely Gábor Kisasszony férje c. vígjátékából, dalszövegek: Harmath Imre) (1928. október 13., Budapesti Operettszínház)
- Szeretem a feleségem (szövegkönyv: Birabeau André, Dolley Georges francia írók "Fille et la Garcon" vígjátéka alapján Stella Adorján szövegkönyvével) (1929. június 15. Magyar Színház);
- Viktória (1930); (operett 3 felvonásban és előjátékkal, szövegkönyv: Földes Imre, dalszövegek: Harmath Imre) (Budapest, 1930. február 21. Király Színház)
- Hawaii rózsája (1931); (operett 3 felvonásban, szövegkönyv: Földes Imre, Alfred Grünwald, dalszövegek: Fritz Löhner-Beda(wd)) (Lipcse, 1931. július 24. Neues Theater, Die Blume von Hawaii címmel) (magyar dalszövegek: Harmath Imre) (magyar bemutató: 1932. január 28. Király Színház)
- Bál a Savoyban (1932); (operett 3 felvonásban, szövegkönyv: Alfred Grünwald, dalszövegek: Fritz Löhner-Beda) (Berlin, 1932. december 23. Grosses Schauspielhaus, Ball im Savoy címmel), (magyarra fordította: Heltai Jenő, dalszövegek: Romhányi József, Zöldi Gergely) (magyar bemutató: 1933. december 23. Budapest, Magyar Színház)
- Mese a Grand Hotelben (1934) (operett 2 felvonásban, elő és utójátékkal, Alfréd Savoir francia komédiaíró "A nagyhercegnő és a pincér" c. világhírű szatírája alapján a szövegkönyvet átdolgozta: Alfred Grünwald, dalszövegek: Fritz Löhner-Beda) (1934. március 29. Bécs, Theater an der Wien, Märchen im Grand-Hotel címmel) magyarra fordította: Heltai Jenő (Budapest, 1936. március 28. Kamaraszínház)
- Viki (zenés vígjáték 3 felvonásban 6 képben, szövegkönyv: Bényi Adorján, dalszöveg: Harmath Imre) (1935. január 26. Budapest, Magyar Színház)
- Történnek még csodák (zenés komédia 3 felvonásban, szövegkönyv: Békeffi István és Halász Imre) (1935. április 20., Budapest, Magyar Színház)
- Dzsaniah – A lány a táncházból (operett 3 felvonásban, szövegkönyv: Alfred Grünwald, dalszövegek: Fritz Löhner-Beda) (1935. december 21., Bécs,  Theater an der Wien, Dschainah – Das Mädchen aus dem Tanzhaus címmel)
- 3:1 a szerelem javára (operett) (operett 2 felvonásban 14 képben, szövegkönyv: Szilágyi László, Kellér Dezső, dalszövegek: Harmath Imre) (1936. december 18. Budapest, Royal Színház), német verziója: Roxy und ihr Wunderteam (dalszövegek: Hans Weigel, szövegkönyv Alfred Grünwald) (1937. március 25.,  Bécs, Theater an der Wien)
- Júlia (operett 3 felvonásban, szövegkönyv: Földes Imre, dalszövegek: Harmath Imre) (1937. december 23., Budapest, Városi Színház)
- Fehér hattyú (operett 3 felvonásban, 12 képben, szövegkönyv: Földes Imre, dalszövegek: Harmath Imre) (1938. december 23., Budapest, Városi Színház)
- Tambourin Musical, USA (operett/musical 2 felvonásban, szövegkönyv: Alfred Grünwald) (1945) (nem került bemutatásra)
- Wintermelodie musical, USA (musical 2 felvonásban, szövegkönyv: Henryk Roberts, dalszövegek: Günther Leopold) a Zenebona, Szeretem a feleségem és Az utolsó Verebélylány c. operettek dalaiból összeállítva (1978. február 18. Salzburger Landestheater

### Filmoperettek
- Die Privatsekretärin (1931) német filmoperett (Szomaházy István Mesék az írógépről c. regényéből Békeffy István által készített operett-librettóból, Franz Schulz készített német filmoperettet. Német versek: Robert Gilbert) (A magyar nyelvű színpadi változathoz korábban Lajtai Lajos írt zenét, de a német változatban ezen dalok egyike sem szerepel.)
- Búcsú az írógépről (1934) (eredeti francia címe: Dactylo se marie) a Mesék az írógépről c. film folytatása
- Boldog szivek (1932) (német filmoperett) (eredeti német címe: Ein bißchen Liebe für Dich – Zwei glückliche Herzen = (szó szerinti fordításban) Egy kis szeretet iránta – Két boldog szív, az Amerikai üzlet c. szindarab nyomán)(dalszöveg: Robert Gilbert és Armin L.Robinson)
- Egy éjszaka angyala (1932). (német filmoperett) (eredeti német címe: Glück über Nacht, írója Herbert Rosenfeld, versek: Robrt Gilbert és Armin Robinson )
- Antónia (1935) (zenés filmvígjáték francia nyelven) (Lengyel Menyhért azonos című szindarabja nyomán írta Marcelle Chantal, Párizsban, angol verziójának címe: Temptation) (Kiadása: 1935. január 25.)

### Filmzenék
Több mint 30 filmhez írt kísérőzenét.
Így pl:
- Blomman fran Hawaii (1983) Svéd TV film
- Victoria und ihr Husar (1982) NSZK film
- Melodii odnoj operetty (1978) Szovjet TV film ("Bál a Savoyban" operett nyomán)
- Lila ákác (1972) Magyar film
- Ball im Savoy (1955) NSZK film
- Viktoria und ihr Husar (1954) NSZK film
- Die Blume von Hawaii (1953) NSZK film
- Die Privatsekretärin (1953) NSZK film
- Holiday in Mexico (1946) USA film
- It Happened in Odessa (1943) USA film
- Sérénade (1940) Francia film
- Úri világ (1938) Magyar film
- Die entführte Braut, 1938 (álnéven)
- 3 : 1 a szerelem javára (1937) Magyar film
- Családi pótlék (1937) Magyar film
- Mai lányok (1937) Magyar film
- Pesti mese (1937) Magyar film
- Viki (film) Magyar film (Bónyi Adorján vigjátékából filmre irta Nóti Károly)
- Hotel Kikelet (1937) Magyar film (Drégely Gábor »A szerencse fia« című vígjátéka alapján)
- Ball at Savoy (1936) Angol film
- Marie Bashkirtseff (1936) Osztrák film
- Il Diario di una donna amata (1935) Olasz/Osztrák film
- Dschainah, das Mädchen aus dem Tanzhaus (1935) Osztrák film
- Ball im Savoy (1935) Osztrák/Magyar film
- Tagebuch der Geliebten, 1935
- Bretter, die die Welt bedeuten (1935) Osztrák film
- Antonia, romance hongroise (1934) Francia film
- Dactylo se marie (1934) Francia/Német film
- Lila akác (1934) Magyar film
- Temptation (1934) Angol/Francia film (az "Antonia" c. zenés filmvígjáték angol nyelvű változata)
- Rákóczi induló (1933) Osztrák/Magyar film
- Die Blume von Hawaii (1933) Német film
- Due cuori felici (Two Happy Hearts)(Az "Ein bißchen Liebe für Dich" c. német filmoperett olasz nyelvű változata)
- Ein Bißchen Liebe für Dich (Zwei glückliche Herzen) (1931/1932) Német film (Boldog szivek)
- Coeurs joyeux (1932) Francia film
- Glück über Nacht (1932) Német Film (Egy éjszaka angyala)
- Monsieur, Madame et Bibi (1932) Francia/Német film (Az "Ein bißchen Liebe für Dich" c. német filmoperett francia nyelvű változata)
- Zigeuner der Nacht (1932) Német film (Magyar címe: Az éj cigánya. Versek: Robert Gilbert)
- Das Blaue vom Himmel (1932) Német film
- City of Song (1931) Angol/Német film
- Dactylo (1931) (Die Privatsekretärin c. német filmoperett francia nyelvű változata)
- La Segretaria privata (1931) Olasz film (Die Privatsekretärin c. német filmoperett olasz nyelvű változata)
- Sunshine Susie (1931) Angol film (Die Privatsekretärin c. német filmoperett angol nyelvű változata)
- Viktoria und ihr Husar (1931) Német film[11]
- Die Privatsekretärin (1931) Német film (Szomaházy István "Mesék az írógépről" c. regényéből Békeffy István által készített operett-librettóból, Franz Schulz készített német filmoperettet.) (A magyar nyelvű színpadi változathoz korábban Lajtai Lajos írt zenét, de a német változatban ezen dalok egyike sem szerepel.)
- Die Singende Stadt (1930) Német film
- Melodie des Herzens (1929) Német film

## Karmester – Fővárosi Operettszínház (Ma Budapesti Operettszínház)
- Kemény Egon – Bródy István – Harmath Imre: „Kikelet ucca 3”. ("Kikelet utca 3.") Pesti operett 3 felvonásban, nagyoperett. Történik: 1929-ben. Színhely: Budapest, a Ferencvárosban (Franzstadt) és a Ligetben. Bemutató: Fővárosi Operettszínház (ma: Budapesti Operettszínház), 1929. április 27. Főszereplők: Somogyi Erzsi, Eggerth Márta, Fejes Teri, Kertész Dezső, Sarkadi Aladár, Halmay Tibor, Kabos Gyula, Szirmai Imre. Rendező: Szabolcs Ernő Karmester: Ábrahám Pál. Díszlet: Gara Zoltán. Ruhatervező: Váradi Tihamér. Jelmez: Berkovits Andor. A táncokat betanította: Rott Ferenc.

## Biográfia
- Klaus Waller: Paul Abraham: Der tragische König der Operette. Eine Biographie. 2., átdolg. kiad. Norderstedt: BoD. 2017.  ISBN 978-3-7431-4328-9 Mit einem Beitrag von Henning Hangedorn: Zwischen Skizzenheften und Zentralpartituren

## Fordítás
- Ez a szócikk részben vagy egészben  a   Paul Abraham című angol Wikipédia-szócikk ezen változatának fordításán alapul.  Az eredeti cikk szerkesztőit annak laptörténete sorolja fel. Ez a jelzés csupán a megfogalmazás eredetét és a szerzői jogokat jelzi, nem szolgál a cikkben szereplő információk forrásmegjelöléseként.